# Désiré-Joseph Dennel
Désiré-Joseph Dennel, né le 7 mai 1822 à Mons-en-Pévèle dans le Nord et mort le 28 octobre 1891 à Arras, est un évêque français qui tint le siège de Beauvais de 1880 à 1884, puis celui d'Arras de 1884 à sa mort. Sa devise était « In veritate et charitate ».

## Biographie

### Prêtre
Désiré-Joseph Dennel naît dans la famille d'un tisserand et cultivateur et passe son enfance à Tourmignies où il est remarqué par le curé qui lui donne des leçons. Il poursuit ses études au petit séminaire de Cambrai. Devenu diacre, il enseigne au collège ecclésiastique de Marcq-en-Barœul. Il est ordonné prêtre le 20 décembre 1845 et continue d'enseigner tout en passant sa licence. Il est supérieur de l'institution Saint-Joseph de Lille à l'âge de 29  ans, alors que l'Église de France se voit octroyer la liberté d'enseignement ; il siège au conseil départemental de l'Instruction publique, comme représentant de l'archevêque. De 1851 à 1872, il est vicaire, puis curé archiprêtre-doyen de la paroisse Saint-André de Lille (où un cénotaphe lui est érigé en 1892), remplaçant l'abbé Delannoy, nommé évêque de La Réunion. Il soutient la fondation de cercles d'ouvriers et la conférence de Saint Vincent de Paul et aide à la fondation de l'université catholique de Lille.

### Évêque
Désiré-Joseph Dennel est sacré évêque de Beauvais le 1er mai 1880 à Saint-André de Lille par Benoît Langénieux, archevêque de Reims. Il célèbre la grand-messe de pèlerinage qui fit venir 35 000 fidèles devant la maison natale de saint Benoît-Joseph Labre un an après sa canonisation. Dennel est transféré au diocèse d'Arras le 13 novembre 1884. Il porte une grande attention à l'enseignement catholique dans son diocèse et est favorable à l'action de la société Saint-Bertin en la matière. Il bénit le 13 mai 1888 l'orgue de l'église Saint-Vaast de Béthune qui est inauguré par César Franck,. Il reçoit le titre d'assistant au trône pontifical et celui de comte romain. Dennel fonde de nouveaux collèges privés, en réponse au gouvernement de la IIIe République qui démarre sa politique anticléricale.
Son éloge funèbre est prononcée en la cathédrale d'Arras le 26 novembre 1891 par Louis Baunard, recteur des facultés catholiques de Lille. Son buste est conservé dans la cathédrale.

## Armes
D'or au Sacré-Cœur de gueules.

## Écrits
- Lettre pastorale... sur la loi morale, et mandement pour le Carême, in-8°, 15 p., Beauvais, imprimerie D. Père, 1884